# Смоленское водохранилище
Смоле́нское водохрани́лище — водохранилище в верховье реки Шесница, располагается на территории Духовщинского района Смоленской области (кроме северной оконечности, которая относится к Бельскому району Тверской области). Высота над уровнем моря — 184 м.
Является охладителем Смоленской ГРЭС. Озёрного типа, плотина на реке Шеснице у деревни Устье. Построено на основе бывшего озера Сошно (строительство гидроузла и подпитки из реки Аржать). Наполнение начато в 1977 г.
Расположено в Духовщинском районе Смоленской области, территориально входит в Озёрненское городское поселение. Длина — 10,5 км, максимальная ширина — 0,6 км, площадь зеркала 6,86 км². Средняя глубина 5,8 м, наибольшая 11 м. Площадь водосбора 57,2 км², Объём стока 10,4 млн м³.
Питание преимущественно снеговое. Загрязнено нефтепродуктами, солями тяжелых металлов. В месте сброса тёплых вод с электростанции не замерзает.